# Mary Mistral
María Teresa Ramírez, coneguda artísticament amb el nom de Mary Mistral, (València, 1939 - ibid., 1 de juny de 1998) va ser una vedet de revista valenciana, establerta durant uns anys a Barcelona i primera figura d'El Molino a les dècades del 1960 i 1970. Va debutar als 16 anys al teatre Teatro Alcázar de Madrid amb l'espectacle Caritas y carotas. La temporada 1978-79 va abandonar El Molino. Arriba las faldas va ser l'últim espectacle on va intervenir.